# Johann August Nauck
Johann August Nauck (Auerstedt, 18 settembre 1822 – San Pietroburgo, 3 agosto 1892) è stato un filologo classico tedesco.
È noto per la sua opera Tragicorum Graecorum Fragmenta (TrGF).

## Biografia
Nauck nacque ad Auerstedt, ora chiamata Turingia. Studiò presso l'Università di Halle come studente di Gottfried Bernhardy e Moritz Hermann Eduard Meier. Nel 1853 successe ad Augustus Meineke presso il Ginnasio di Berlino.
Dopo un po' di tempo trascorso ad insegnare presso il Grauen Kloster (1858), si trasferì a San Pietroburgo, dove nel 1869 fu nominato professore di lingua greca presso l'istituto storico-filologico.

## Opere principali
Le sue più importanti opere di  edizione dei testi e traduzioni, che riguardano la lingua greca e la letteratura (in particolare le tragedie), sono le seguenti:
- Aristofane di Bisanzio (1848).
- Euripidis Tragoediae superstites et deperditarum fragmenta; ex recensione Augusti Nauckii, (1854).[2] (Euripide)
- Tragicorum Graecorum Fragmenta (1856, seconda edizione 1889), (Fragmenta comicorum graecorum).
- Edizione rivista di Sofocle annotata da Schneidewin (1856, etc.)
- Porfirio (1860, 2ª ed., 1886); "Porphyrii philosophi Platonici opuscula selecta".
- Lexikon Vindobonense (1867).[3]
- Testo di Omero, Odissea (1874) e Iliade (1877–1879); pubblicato con il nome Homerica carmina (volume I. Ilias; volume II. Odyssea).[4]
- Giamblico, De Vita Pythagorica (1884).